# Farewell to the Fairground
Farewell to the Fairground è un singolo del gruppo indie rock White Lies estratto dall'album d'esordio To Lose My Life... e pubblicato il 23 marzo 2009. Nella classifica dei singoli del Regno Unito ha raggiunto la 33ª posizione.

## Track list
CD
1. Farewell to the Fairground
2. Farewell to the Fairground (Future Funk Squad remix)

Vinile 7" (1)
1. Farewell to the Fairground
2. Love Lockdown (Radio 1 Live Lounge Version)

Vinile 7" (2)
1. Farewell to the Fairground
2. Farewell to the Fairground (Rory Phillips remix)

EP iTunes
1. Farewell to the Fairground (Tommy Sparks remix)
2. Love Lockdown (Radio 1 Live Lounge Version)
3. Farewell to the Fairground (Rory Phillips remix)
4. Farewell to the Fairground (Disco Bloodbath remix)

## Videoclip
Il video musicale, girato a Nikel' in Russia, è stato diretto dallo svedese Andreas Nilsson che in precedenza aveva realizzato anche quelli di Death e To Lose My Life.